# Seznam draftovaných jedniček v NHL

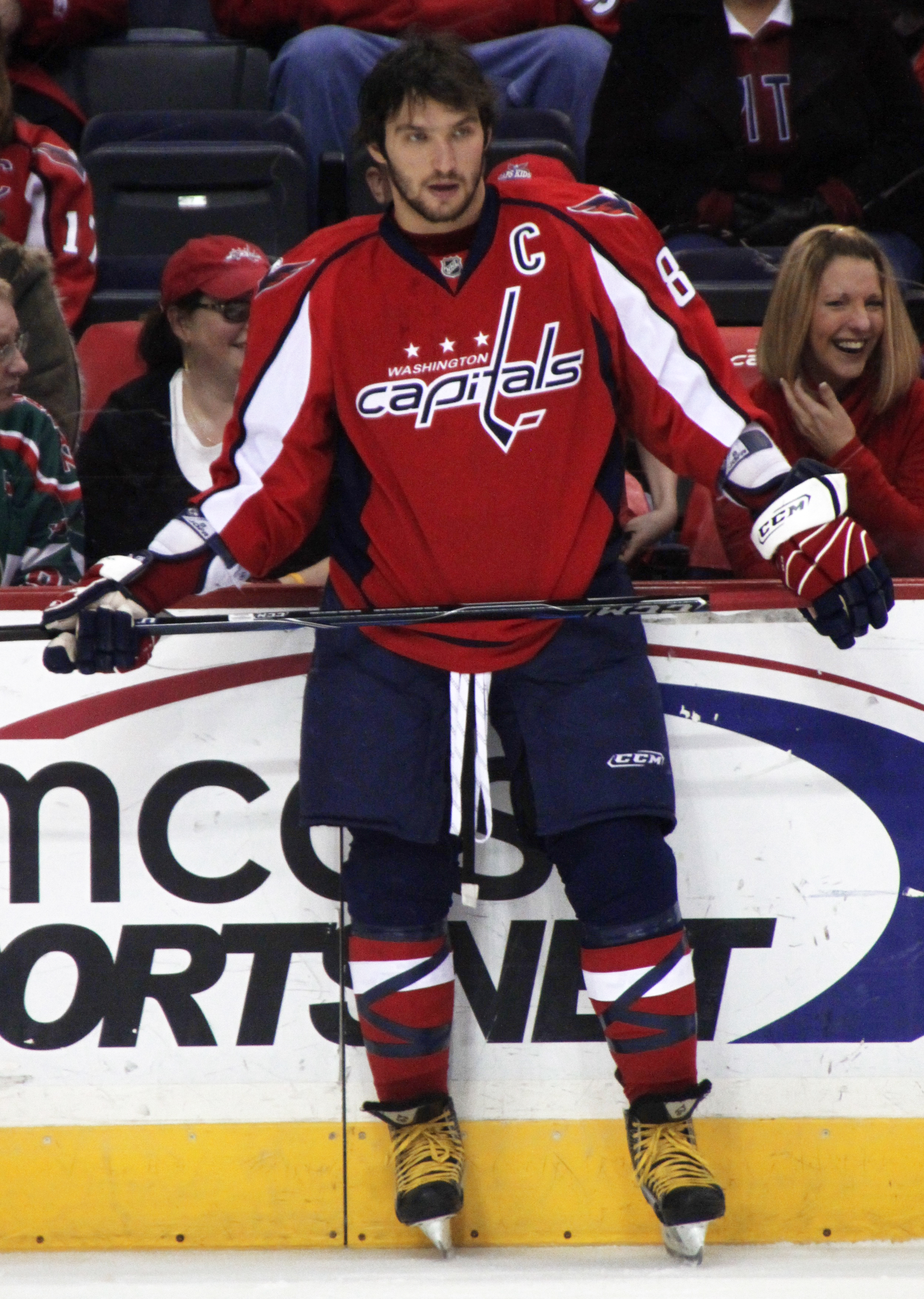
Alexandr Ovečkin, jednička draftu 2004

NHL Draft je volné, systematické vybírání hráčů kluby National Hockey League. Tento draft se koná každý rok po dvou nebo třech měsících po závěru sezóny. Po dobu draftu si kluby vybírají amatérské hráče z juniorských nebo evropských hokejových lig. Draftovaný hráč od roku 1969 musí mít mezi 17–20 let a žádný zápas v NHL. V roce 2009 bylo draftovaných 211 hráčů.
Celkově bylo vybraných 46 jedniček vstupního draftu NHL. Z těchto, kromě 13 hráčů, byli z Kanady. Nejvíce výběrů jedniček měli Montreal Canadiens. Mezi lety 1963–1980 bral Montreal pokaždé hráče z první pětky. Nejvíce jedniček měli London Knights a to pět. Osm hráčů získalo Calder Memorial Trophy a pět je v hokejové síni slávy.

## Seznam draftovaných jedniček
Key
| ^ | vítěz Calder Memorial Trophy                            |
| * | člen hokejové síně slávy                                |
| # | vítěz Calder Memorial Trophy a člen hokejové síně slávy |
| ¤ | nikdy nenastoupil na zápas National Hockey League       |

| Draft | Tým                   | Hráči               | Nár.           | Pozice  | Juniorský tým                | Liga           |
| ----- | --------------------- | ------------------- | -------------- | ------- | ---------------------------- | -------------- |
| 1963  | Montreal Canadiens    | Garry Monahan       | Kanada         | Útočník | St. Michael's Juveniles      | —              |
| 1964  | Detroit Red Wings     | Claude Gauthier ¤   | Kanada         | Útočník | Comite des jeunes (Rosemont) | —              |
| 1965  | New York Rangers      | André Veilleux ¤    | Kanada         | Útočník | Montreal Jr. B               | —              |
| 1966  | Boston Bruins         | Barry Gibbs         | Kanada         | Obránce | Estevan Bruins               | SJHL           |
| 1967  | Los Angeles Kings     | Rick Pagnutti ¤     | Kanada         | Obránce | Garson Native Sons           | NOHA           |
| 1968  | Montreal Canadiens    | Michel Plasse       | Kanada         | Brankář | Drummondville Rangers        | QMJHL          |
| 1969  | Montreal Canadiens    | Réjean Houle        | Kanada         | Útočník | Montreal Junior Canadiens    | OHA            |
| 1970  | Buffalo Sabres        | Gilbert Perreault # | Kanada         | Útočník | Montreal Junior Canadiens    | OHA            |
| 1971  | Montreal Canadiens    | Guy Lafleur *       | Kanada         | Útočník | Quebec Remparts              | QMJHL          |
| 1972  | New York Islanders    | Billy Harris        | Kanada         | Útočník | Peterborough Petes           | OHA            |
| 1973  | New York Islanders    | Denis Potvin #      | Kanada         | Obránce | Ottawa 67's                  | OHA            |
| 1974  | Washington Capitals   | Greg Joly           | Kanada         | Obránce | Regina Pats                  | WCHL           |
| 1975  | Philadelphia Flyers   | Mel Bridgman        | Kanada         | Útočník | Victoria Cougars             | WCHL           |
| 1976  | Washington Capitals   | Rick Green          | Kanada         | Obránce | London Knights               | OHA            |
| 1977  | Detroit Red Wings     | Dale McCourt        | Kanada         | Útočník | Hamilton Fincups             | OHA            |
| 1978  | Minnesota North Stars | Bobby Smith ^       | Kanada         | Útočník | Ottawa 67's                  | OHA            |
| 1979  | Colorado Rockies      | Rob Ramage          | Kanada         | Obránce | London Knights               | OHA            |
| 1980  | Montreal Canadiens    | Doug Wickenheiser   | Kanada         | Útočník | Regina Pats                  | WHL            |
| 1981  | Winnipeg Jets         | Dale Hawerchuk #    | Kanada         | Útočník | Cornwall Royals              | QMJHL          |
| 1982  | Boston Bruins         | Gord Kluzak         | Kanada         | Obránce | Billings Bighorns            | WHL            |
| 1983  | Minnesota North Stars | Brian Lawton        | USA            | Útočník | Mount Saint Charles Academy  | —              |
| 1984  | Pittsburgh Penguins   | Mario Lemieux #     | Kanada         | Útočník | Laval Voisins                | QMJHL          |
| 1985  | Toronto Maple Leafs   | Wendel Clark        | Kanada         | Útočník | Saskatoon Blades             | WHL            |
| 1986  | Detroit Red Wings     | Joe Murphy          | Kanada         | Útočník | Michigan State               | CCHA           |
| 1987  | Buffalo Sabres        | Pierre Turgeon      | Kanada         | Útočník | Granby Bisons                | QMJHL          |
| 1988  | Minnesota North Stars | Mike Modano         | USA            | Útočník | Prince Albert Raiders        | WHL            |
| 1989  | Quebec Nordiques      | Mats Sundin         | Švédsko        | Útočník | Nacka HK                     | Švédsko        |
| 1990  | Quebec Nordiques      | Owen Nolan          | Kanada         | Útočník | Cornwall Royals              | OHL            |
| 1991  | Quebec Nordiques      | Eric Lindros        | Kanada         | Útočník | Oshawa Generals              | OHL            |
| 1992  | Tampa Bay Lightning   | Roman Hamrlík       | Československo | Obránce | HC Zlín                      | Československo |
| 1993  | Ottawa Senators       | Alexandre Daigle    | Kanada         | Útočník | Victoriaville Tigres         | QMJHL          |
| 1994  | Florida Panthers      | Ed Jovanovski       | Kanada         | Obránce | Windsor Spitfires            | OHL            |
| 1995  | Ottawa Senators       | Bryan Berard ^      | USA            | Obránce | Detroit Junior Red Wings     | OHL            |
| 1996  | Ottawa Senators       | Chris Phillips      | Kanada         | Obránce | Prince Albert Raiders        | WHL            |
| 1997  | Boston Bruins         | Joe Thornton        | Kanada         | Útočník | Sault Ste. Marie Greyhounds  | OHL            |
| 1998  | Tampa Bay Lightning   | Vincent Lecavalier  | Kanada         | Útočník | Rimouski Océanic             | QMJHL          |
| 1999  | Atlanta Thrashers     | Patrik Štefan       | Česko          | Útočník | Long Beach Ice Dogs          | IHL            |
| 2000  | New York Islanders    | Rick DiPietro       | USA            | Brankář | Boston University            | Hockey East    |
| 2001  | Atlanta Thrashers     | Ilja Kovalčuk       | Rusko          | Útočník | Spartak Moskva               | Rusko          |
| 2002  | Columbus Blue Jackets | Rick Nash           | Kanada         | Útočník | London Knights               | OHL            |
| 2003  | Pittsburgh Penguins   | Marc-André Fleury   | Kanada         | Brankář | Cape Breton Screaming Eagles | QMJHL          |
| 2004  | Washington Capitals   | Alexandr Ovečkin ^  | Rusko          | Útočník | HC Dynamo Moskva             | Rusko          |
| 2005  | Pittsburgh Penguins   | Sidney Crosby       | Kanada         | Útočník | Rimouski Océanic             | QMJHL          |
| 2006  | St. Louis Blues       | Erik Johnson        | USA            | Obránce | United States NTDP           | —              |
| 2007  | Chicago Blackhawks    | Patrick Kane ^      | USA            | Útočník | London Knights               | OHL            |
| 2008  | Tampa Bay Lightning   | Steven Stamkos      | Kanada         | Útočník | Sarnia Sting                 | OHL            |
| 2009  | New York Islanders    | John Tavares        | Kanada         | Útočník | London Knights               | OHL            |
| 2010  | Edmonton Oilers       | Taylor Hall         | Kanada         | Útočník | Windsor Spitfires            | OHL            |
| 2011  | Edmonton Oilers       | Ryan Nugent-Hopkins | Kanada         | Útočník | Red Deer Rebels              | WHL            |
| 2012  | Edmonton Oilers       | Nail Jakupov        | Rusko          | Útočník | Sarnia Sting                 | OHL            |
| 2013  | Colorado Avalanche    | Nathan MacKinnon ^  | Kanada         | Útočník | Halifax Mooseheads           | QMJHL          |
| 2014  | Florida Panthers      | Aaron Ekblad ^      | Kanada         | Obránce | Barrie Colts                 | OHL            |
| 2015  | Edmonton Oilers       | Connor McDavid      | Kanada         | Útočník | Erie Otters                  | OHL            |
| 2016  | Toronto Maple Leafs   | Auston Matthews     | USA            | Útočník | ZSC Lions                    | NLA            |
| 2017  | New Jersey Devils     | Nico Hischier       | Švýcarsko      | Útočník | Halifax Mooseheads           | QMJHL          |
| 2018  | Buffalo Sabres        | Rasmus Dahlin       | Švédsko        | Obránce | Frölunda HC                  | SHL            |
| 2019  | New Jersey Devils     | Jack Hughes         | USA            | Útočník | U.S. NTDP                    | USHL           |
| 2020  | New York Rangers      | Alexis Lafrenière   | Kanada         | Útočník | Rimouski Oceanic             | QMJHL          |
| 2021  | Buffalo Sabres        | Owen Power          | Kanada         | Obránce | Michigan Wolverines          | Big Ten        |
| 2022  | Montreal Canadiens    | Juraj Slafkovský    | Slovensko      | Útočník | TPS Turku                    | Liiga          |
| 2023  | Chicago Blackhawks    | Connor Bedard       | Kanada         | Útočník | Regina Pats                  | WHL            |
| 2024  | San Jose Sharks       | Macklin Celebrini   | Kanada         | Útočník | Boston University Terriers   | Hockey East    |